# Cihuaozomatl

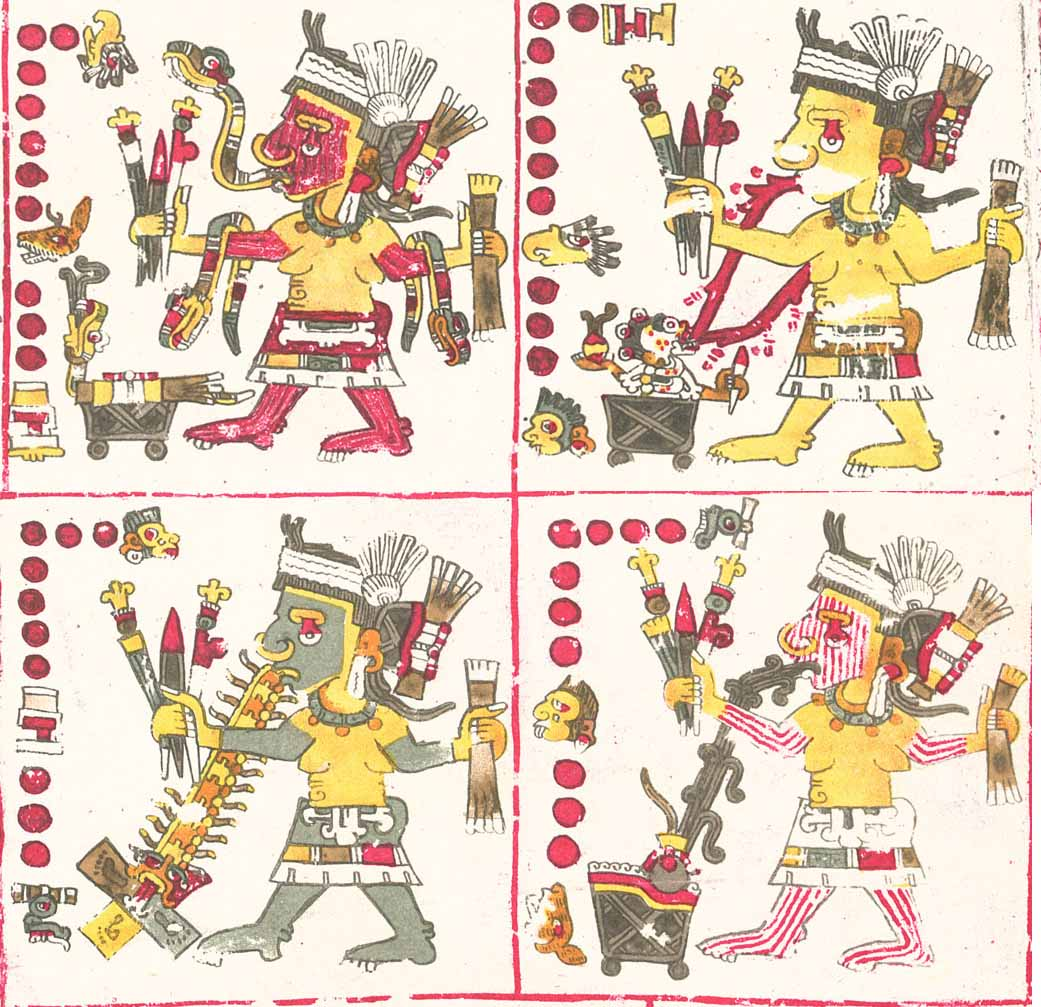
Cihuaozomatl, Códice Borgia.

Cihuaozomatl (del náhuatl: cihuaozomatl ‘mujer mono’‘cihuatl, mujer; ozomatli, mono’) en la mitología mexica es el espíritu femenino de las mujeres nobles muertas al dar a luz, también llamadas Civatateo, se las consideraban diosas menores, y se las honraba como a los hombres muertos en batalla, ya que el alumbramiento era considerado como un tipo de batalla, y a sus víctimas se las honraba como a los guerreros caídos con su esfuerzo físico, que animaba a los soldados en la batalla y por eso se les acompañaban a los guerreros al cielo y también guiaban la puesta de Sol (vid. Tonatiuh) por los cielos.